# Kriebelhaus

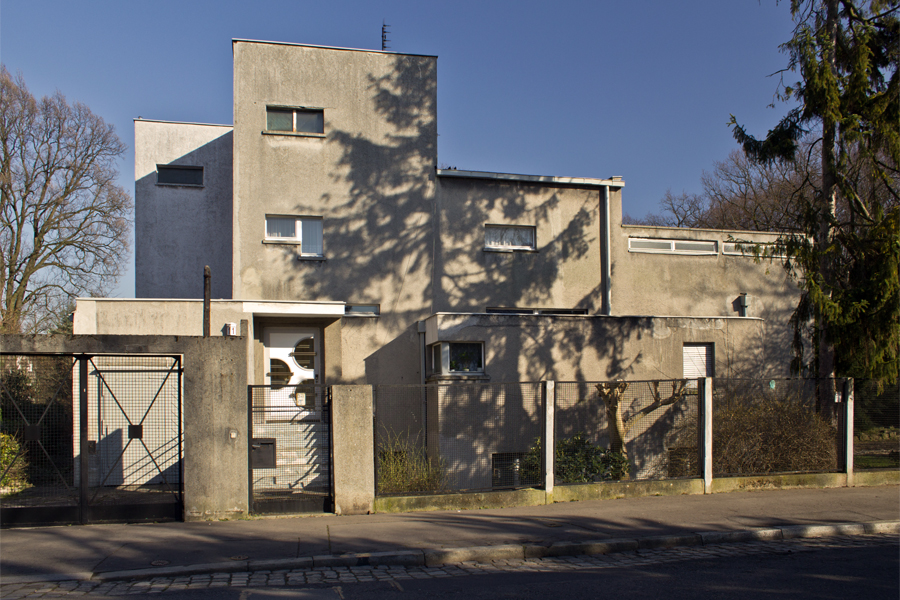
Straßenansicht (2015)

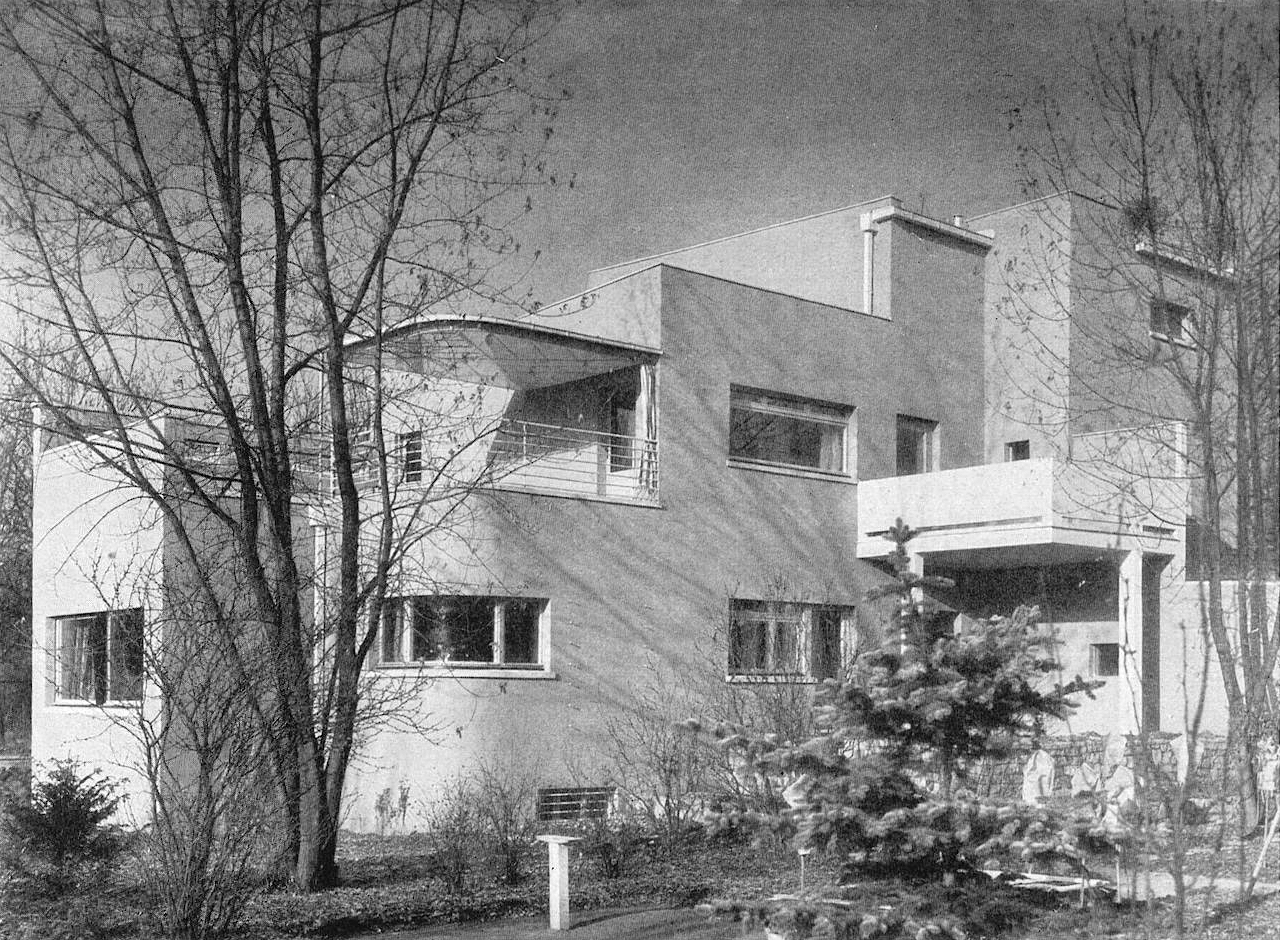
Gartenseite (1928)

Das Kriebelhaus ist ein bürgerliches Wohnhaus in der Siedlung Leerbeutel (Zalesie) in Breslau (Wrocław), es wurde 1927 nach Entwurf des Breslauer Architekten Adolf Rading für den Chefarzt Arnold Kriebel, dessen Frau und ihre vier gemeinsamen Kinder erbaut.
Es steht auf dem seinerzeitigen Grundstück Mozartstraße 1, heute ul. Lipińskiego 1, am Rande des Scheitniger Parks. Es gilt als ein Meisterstück der Architektur der Klassischen Moderne in Schlesien.
Der Baukörper besteht aus sich durchdringenden Quadern, die strenge Orthogonalität wird durch jeweils eine abgerundete Gebäudekante an der Straßen- und an der Gartenseite gebrochen. Die Architektur lässt Anregungen aus dem Schiffbau erkennen. Der Architekt selbst hat es als „Landhaus“ bezeichnet, da er nach größtmöglicher Annäherung von Garten und Wohnraum strebte. Innenraum und Garten gehen dank vieler Glasflächen und einer großen Terrasse fließend ineinander über. Diesen Effekt unterstützte Rading dadurch, dass einige der großflächigen Fenster beim Öffnen nicht an Scharnieren in den Innenraum aufschlagen, sondern in die hohle Fensterbrüstung versenkt werden. Rading entwarf für dieses Haus auch Mobiliar und wandfeste Ausstattung.